# Park Narodowy Dunaj-Ipola
Park Narodowy Dunaj-Ipola (węg. Duna-Ipoly Nemzeti Park) – park narodowy znajdujący się w północnych Węgrzech, na północ od Budapesztu, w granicach komitatów Pest, Nógrád i Komárom-Esztergom.

## Historia
Obszar Gór Pilis i Gór Wyszehradzkich – stanowiący niegdyś królewski teren łowiecki – ze względu na swoje wyjątkowe walory krajobrazowe już w 1978 roku został ustanowiony obszarem chronionego krajobrazu. W 1980 roku założono Rezerwat Biosfery Pilis MAB-UNESCO. Park narodowy w tym miejscu utworzono natomiast w listopadzie 1997 roku celem ochrony rzek i zasobów wód podziemnych, lasów i żyznych gleb oraz walorów krajobrazowych, przyrodniczych, kulturowych i historycznych.

## Charakterystyka

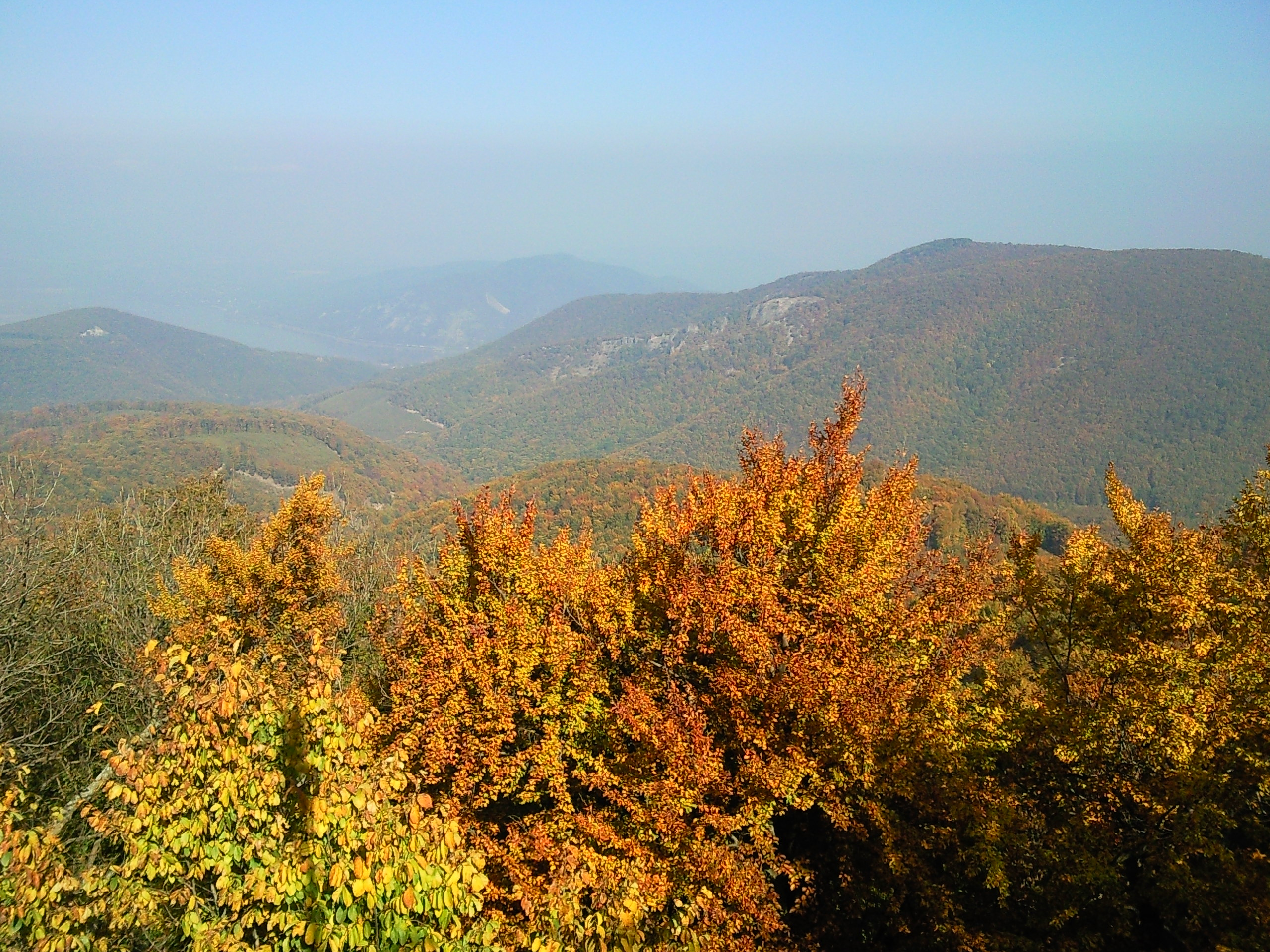
Park Narodowy Dunaj-Ipola jesienią 2010 roku

Obszar charakteryzuje się dużym zróżnicowaniem terenu i obejmuje Góry Pilis, Góry Wyszehradzkie i masyw Börzsöny, dolinę rzeki Ipoli między Hont a Balassagyarmat i dolinę Dunaju między Göd a Ostrzyhomiem oraz fragmenty wyspy Szentendrei-sziget o łącznej powierzchni 60 314,3 ha.
Na terenie parku narodowego podłoże jest zbudowane zarówno ze skał wulkanicznych, jak i osadowych. Miejscami w dolinach rzecznych występują aluwia. Źródła i strumienie charakteryzują się zmiennym przepływem i wpadają do Dunaju lub Ipoli. Znajdujące się na terenie parku Zakole Dunaju jest cennym krajobrazowo obszarem łączącym rzekę z wyniesieniami, a także łącznikiem między florą Średniogórza Zadunajskiego i Średniogórza Północnowęgierskiego.

### Flora
Roślinność na obszarze parku ma charakter przejściowy zarówno ze względu na zróżnicowane warunki glebowe, jak również z powodu lokalizacji na styku klimatu kontynentalnego i śródziemnomorskiego. Występują tu zespoły roślinne teras zalewowych, przez murawy kserotermiczne i roślinność stepową, lasy bukowe i dębowe, aż po roślinność charakterystyczną dla gór średniej wysokości. Na terenie parku wykazano występowanie bardzo rzadkiego gatunku zapaliczki – Ferula sadleriana – będącego reliktem pannońskim. Łąki łęgowe w dolinie Ipoli porasta m.in. powojnik całolistny. Wiele gatunków roślin osiąga na terenie Parku narodowego Dunaj-Ipola granicę swojego występowania.

### Fauna
Fauna obszaru również jest złożona i zróżnicowana. Spośród zwierząt wykazano na terenie parku obecność ponad 700 gatunków chronionych. Żwirowe dno Dunaju na obszarze jego zakola, gdzie nurt rzeki jest przyspieszony, jest siedliskiem endemicznych gatunków ślimaków, takich jak rozdepka rzeczna i rozdepka dunajska, oraz cennego gatunku ichtiofauny – brzany peloponeskiej.
Podmokłe doliny w górach Börzsöny zamieszkuje licznie salamandra plamista, zaś gady reprezentuje m.in. żyjący w górach Pilis i Börzsöny ablefarus panoński. Awifaunę na terenie parku reprezentują liczne ptaki śpiewające i drapieżne, a wzdłuż rzek można zaobserwować osobniki gatunków wodnych – przybrzeżnych i brodzących. Występuje tu raróg zwyczajny, orzeł cesarski, gadożer i bocian czarny. W lasach Börzsöny liczna jest populacja dzięcioła białogrzbietego, zaś nad Dunajem masowo zimują kaczki krzyżówki przylatujące z północy. W jaskiniach występują kolonie nietoperzy, natomiast z dużych ssaków drapieżnych w lasach sporadycznie pojawia się ryś.